# Ariège
L'Ariège (in occitano Arièja) è un dipartimento francese della regione Occitania. Il territorio del dipartimento confina con i dipartimenti dell'Alta Garonna a nord-ovest, dell'Aude a nord-est e dei Pirenei Orientali a sud-est. A sud confina con Andorra e con la Spagna (provincia di Lleida in Catalogna).
Il dipartimento comprende 22 cantoni e 332 comuni. Le principali città, oltre al capoluogo Foix, sono Pamiers e Saint-Girons.

## Storia
Il dipartimento era abitato in età preistorica, come testimoniano le grotte di Niaux e di Mas d’Azil, con pitture rupestri e dolmen. In età storica era abitato da popolazioni di etnia iberica o basca, insediati sul versante settentrionale dei Pirenei e nelle vallate sottostanti. Si trattava di tribù nomadi di pastori, che entrarono in relazione commerciale prima con i Fenici e quindi con i Focesi. I Consorani (da consortiri, dividere la stessa sorte) resero difficile la conquista romana di questo territorio.
Nel 415 entrò a far parte del regno dei Visigoti, fino alla loro sconfitta ad opera del re dei Franchi Clodoveo nel 507. Passò sotto i duchi di Aquitania, che entrarono in contesa con gli ultimi re merovingi e chiamarono in aiuto i Saraceni finché questi non finirono per dominare il paese tra il 719 e il 759. Sconfitti da Carlo Martello e da Carlo Magno, la regione tornò al regno dei Franchi.
Entrò a far parte del feudo dei signori di Tolosa a partire dal 779, e nel IX secolo  fu ceduta ai conti di Carcassonne. Nel 1050 fu istituito il feudo di Foix per Ruggero I, figlio cadetto del conte Ruggero di Carcassonne. Gli successe il figlio Ruggero II, che ottenne il titolo di conte e si stabilì nel castello presso l'abbazia di San Volusiano. Ruggero III, conte dal 1070 al 1125 fu scomunicato per simonia da papa Pasquale II e partecipò per espiare alla crociata in Palestina.
Tra il 1141 e il 1188 la contea fu retta da Bernardo I, abile negoziatore, che ottenne da Raimondo V di Tolosa Carcassonne e i domini di Ruggero Trencavel. Raimondo-Ruggero, alleato dei conti di Tolosa e campione degli Albigesi, fu il principale oppositore di Simone IV di Montfort. Ne proseguì l'opera il figlio, Bernardo II il Grande, alleato di Raimondo VII di Tolosa fino alla sconfitta da parte di Luigi VIII di Francia, in seguito alla quale fu costretto a ritirarsi in convento dove morì nel 1241. Il figlio Ruggero IV si sottomise a Luigi IX e iniziò una serie di contese feudali che continuarono sotto Bernardo III, Gastone I e Gastone II.
Gastone II morì a Siviglia nel 1343, lasciando la vedova Eleonora di Comminges e un figlio di dodici anni, Gastone III Fébus. Questi combatté contro gli inglesi durante l'invasione del 1345 e fu nominato luogotenente del re e generale per la Guascogna e altre regioni della Linguadoca. Sposò nel 1349 Agnese, figlia di Giovanna di Francia e del re di Navarra Filippo III e le sue imprese furono narrate nelle cronache del contemporaneo Jean Froissart. Morì nel 1391.
Il figlio Matteo morì senza figli nel 1398 e la contea di Foix passò al marito della sorella Isabella, Arcimboldo, che assunse il titolo di conte di Foix mutando nome. Il suo ultimo successore Gastone IV divenuto re di Navarra, per il suo matrimonio con Eleonora, figlia ed erede del re Giovanni II, riunì il proprio feudo al regno ereditato. Sempre per matrimonio il regno di Navarra passò nel 1484 alla casa d'Albret e quindi alla casa di Borbone e la contea di Foix fu riunita alla monarchia francese sotto Enrico IV e ufficialmente annessa nel 1620 da Luigi XIII.
Il dipartimento fece quindi parte della Francia senza grandi scosse e visse un forte sviluppo economico nel XIX secolo.

## Geografia fisica

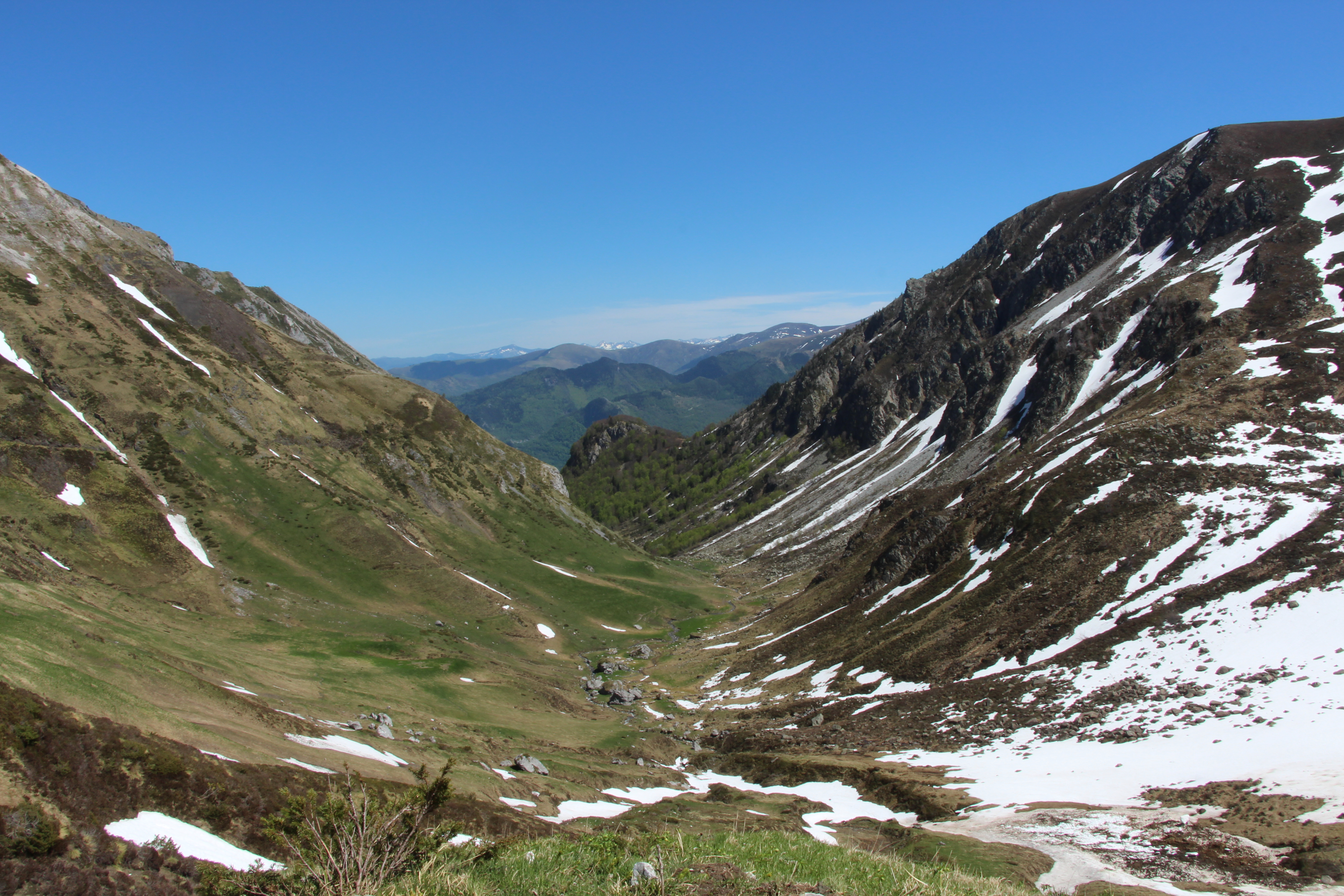
Montagne dell'Ariège

La parte meridionale del dipartimento è occupata da diversi massicci (altitudini tra i 1715 e i 2348 m), collegati alla catena principale dei Pirenei, dove si raggiunge l'altitudine di 3077 m. Dalla zona dei massicci si passa ai rilievi del Plantaurel, con altitudine dai 600 ai 700 m, percorso da una serie di piccole vallate orientate in senso est-ovest. La zona pianeggiante più settentrionale corrisponde alla valle del fiume Ariège e dei suoi affluenti (Hers, Crieu)
Il territorio è scarsamente popolato ed industrializzato, lontano dai grandi assi di comunicazione e da circa un secolo vedeva la popolazione diminuire. La tendenza si è arrestata negli ultimi 30 anni, soprattutto a causa dell'immigrazione interna dai dipartimenti confinanti, costituita soprattutto da persone anziane e diretta verso i centri urbani di Foix e di Pamiers.

## Economia

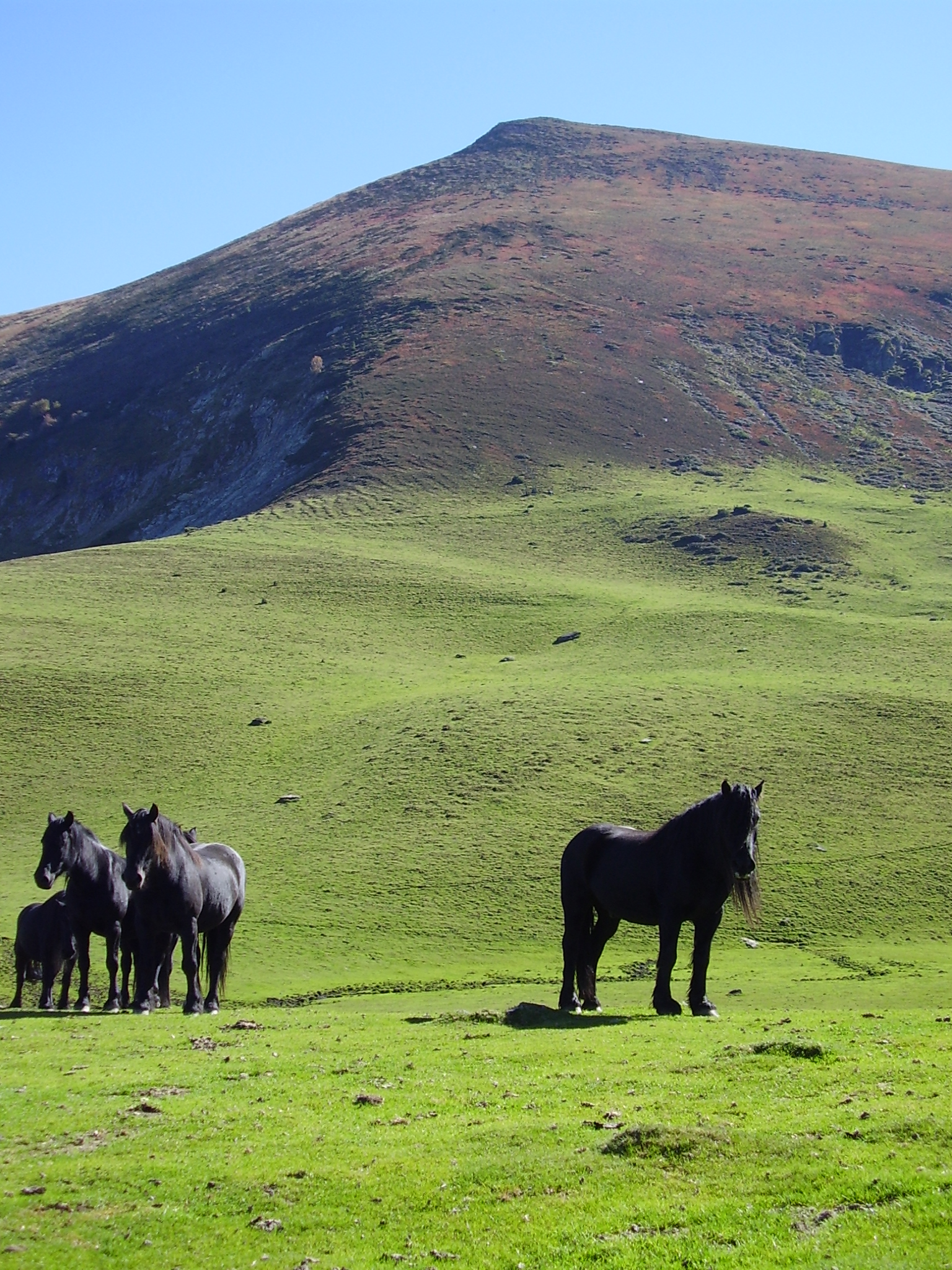
Cavalli di razza Mérens

L'agricoltura rappresenta una parte relativamente modesta dell'economia del dipartimento. Nella zona montuosa dei Pirenei comprende soprattutto pascoli e foreste, con esigui fondi coltivati nei fondovalle. Vi domina l'allevamento ovino estensivo, di scarsa redditività. Nella regione del Plantaurel domina invece l'allevamento bovino per la produzione di carne, con una crescita delle dimensioni dei fondi negli ultimi anni. Nella valle dell'Ariège dominano le culture ad alto rendimento, come mais, soia e girasole e sono presenti alcuni grandi allevamenti bovini per la produzione del latte. Restano numerosi i fondi di piccole dimensioni, sfruttati da coltivatori anziani o come seconda attività. 
Una certa diffusione ha anche l'allevamento dei cavalli di razza Mérens.
L'industria è costituita da bacini industriali ad alta specializzazione ed è concentrata in pochi grandi stabilimenti impiantatisi da lungo tempo, che sfruttano le abbondanti risorse naturali e si rivolgono soprattutto all'esportazione: industria tessile nel Lavelanet e nella regione di Olmes, elettrometallurgia nella valle del Vicdessos (in forte crisi), estrazione del talco nella regione di Tarascona e Foix, l'industria cartaria a Saint-Girons e l'industria aeronautica e chimica a Pamiers. Grande sviluppo hanno conosciuto le imprese artigianali, mentre è carente la media impresa.

## Turismo
Il turismo sfrutta le bellezze naturali, i siti archeologici e le risorse agrituristiche; nel 2009 è stato istituito il "Parco naturale regionale dei Pirenei dell'Ariège".